# Joaquín Fernández Portocarrero
Joaquín Fernández Portocarrero Bocanegra y Moscoso, marqués de Almenara (Madrid, 27 de marzo de 1681 - † Roma, 22 de junio de 1760) fue un militar español al servicio de Felipe V, designado virrey de Sicilia y de Nápoles por Carlos VI de Austria, y posteriormente cardenal y diplomático.

## Biografía
Hijo segundo de Luis Antonio Tomás Fernández Portocarrero Bocanegra y Mendoza, marqués de Almenara y conde de Palma del Río, y de María Leonor de Moscoso Osorio, su mujer, de los marqueses de Almazán y condes de Monteagudo. Sucedió en la casa y títulos de su padre por haber renunciado a ella Pedro, su hermano mayor, para tomar estado eclesiástico. Fue maestre de campo de un tercio de infantería y general de caballería en Cataluña.  Al servicio del emperador Carlos VI de Austria desempeñó el puesto de virrey de Sicilia entre 1722-28, y durante un breve periodo lo fue también interinamente de Nápoles.
En 1730 dejó la vida militar y renunció a sus títulos de nobleza, ordenándose sacerdote; cinco años después fue elegido Patriarca de Antioquía, y en 1743 el papa Benedicto XIV le nombró cardenal de los Cuatro Santos Coronados.
En 1747 Fernando VI le designó embajador de España ante la Santa Sede, en cuyo cargo se mantuvo hasta su muerte en 1760. Esta sepultado en la Iglesia de Santa María del Priorato en Roma.
| Predecesor: Nicolás Pignatelli            | Virrey de Sicilia 1722 - 1728               | Sucesor: Cristóbal Fernández de Córdoba   |
| Predecesor: Michael Friedrich von Althann | Virrey de Nápoles julio - diciembre de 1728 | Sucesor: Aloys Thomas Raimund von Harrach |
| Predecesor: Gilberto Bartolomeo Borromeo  | Patriarca latino de Antioquía 1735 - 1760   | Sucesor: ?                                |